# 北川穣一
北川 穰一（きたがわ じょういち、1943年（昭和18年）8月1日 - ）は、日本の政治家。元東京都昭島市長（5期）。東京都昭島市出身。元昭島市議会議員（5期）。

## 来歴・人物
東京都昭島市出身。慶應義塾大学経済学部卒業。昭島市議会議員（5期）、昭島市議会副議長などを経て、1996年昭島市長に就任。2016年任期満了に伴い退任。昭島市長を5期20年務めた。
2017年秋の叙勲で旭日中綬章を受章。